# Boissy-lès-Perche
Boissy-lès-Perche település Franciaországban, Eure-et-Loir megyében. Lakosainak száma 495 fő (2022. január 1.). Boissy-lès-Perche Morvilliers, Lamblore és Saint-Victor-sur-Avre községekkel határos.

## Népesség
A település népességének változása:
| Lakosok száma | 474  | 507  | 513  | 521  | 516  | 506  | 498  | 485  | 480  | 495  |
|               | 1968 | 1982 | 1990 | 2006 | 2013 | 2015 | 2017 | 2019 | 2020 | 2022 |